# Mau Aima
Mau Aima là một thị xã và là một nagar panchayat của quận Allahabad thuộc bang Uttar Pradesh, Ấn Độ.

## Nhân khẩu
Theo điều tra dân số năm 2001 của Ấn Độ, Mau Aima có dân số 17.962 người. Phái nam chiếm 52% tổng số dân và phái nữ chiếm 48%. Mau Aima có tỷ lệ 61% biết đọc biết viết, cao hơn tỷ lệ trung bình toàn quốc là 59,5%: tỷ lệ cho phái nam là 68%, và tỷ lệ cho phái nữ là 54%. Tại Mau Aima, 18% dân số nhỏ hơn 6 tuổi.